# Gran Premi d'Alemanya del 2000
Resultats del Gran Premi d'Alemanya de Fórmula 1 de la temporada 2000, disputat al circuit de Hockenheimring el 30 de juliol del 2000.

## Resultats
| Pos | No | Pilot                 | Equip                  | Voltes | Temps/ Retirada  | Pos. de sortida | Punts |
| --- | -- | --------------------- | ---------------------- | ------ | ---------------- | --------------- | ----- |
| 1   | 4  | Rubens Barrichello    | Ferrari                | 45     | 1h 25' 34. 418   | 18              | 10    |
| 2   | 1  | Mika Häkkinen         | McLaren - Mercedes     | 45     | + 7.452 s        | 4               | 6     |
| 3   | 2  | David Coulthard       | McLaren - Mercedes     | 45     | + 21.168 s       | 1               | 4     |
| 4   | 10 | Jenson Button         | Williams - BMW         | 45     | + 22.685 s       | 16              | 3     |
| 5   | 17 | Mika Salo             | Sauber - Petronas      | 45     | + 27.112 s       | 15              | 2     |
| 6   | 18 | Pedro de la Rosa      | Arrows - Supertec      | 45     | + 29.080 s       | 5               | 1     |
| 7   | 9  | Ralf Schumacher       | Williams - BMW         | 45     | + 30.898 s       | 14              |       |
| 8   | 22 | Jacques Villeneuve    | BAR - Honda            | 45     | + 47.537 s       | 9               |       |
| 9   | 6  | Jarno Trulli          | Jordan - Mugen - Honda | 45     | + 50.901 s       | 6               |       |
| 10  | 7  | Eddie Irvine          | Jaguar - Cosworth      | 45     | + 1' 19.664 min. | 10              |       |
| 11  | 21 | Gaston Mazzacane      | Minardi - Fondmetal    | 45     | + 1' 29.504 min. | 21              |       |
| 12  | 15 | Nick Heidfeld         | Prost - Peugeot        | 40     | Alternador       | 13              |       |
| Ret | 5  | Heinz Harald Frentzen | Jordan - Mugen - Honda | 39     | Caixa canvi      | 17              |       |
| Ret | 19 | Jos Verstappen        | Arrows - Supertec      | 39     | Virolla          | 11              |       |
| Ret | 23 | Ricardo Zonta         | BAR - Honda            | 37     | Virolla          | 12              |       |
| Ret | 20 | Marc Gené             | Minardi - Fondmetal    | 33     | Motor            | 22              |       |
| Ret | 12 | Alexander Wurz        | Benetton - Playlife    | 31     | Part elèctrica   | 7               |       |
| Ret | 16 | Pedro Diniz           | Sauber - Petronas      | 29     | Col·lisió        | 19              |       |
| Ret | 14 | Jean Alesi            | Prost - Peugeot        | 29     | Col·lisió        | 20              |       |
| Ret | 8  | Johnny Herbert        | Jaguar - Cosworth      | 12     | Caixa canvi      | 8               |       |
| Ret | 3  | Michael Schumacher    | Ferrari                | 0      | Col·lisió        | 2               |       |
| Ret | 11 | Giancarlo Fisichella  | Benetton - Playlife    | 0      | Col·lisió        | 3               |       |

## Altres
- Pole: David Coulthard 1' 45. 697

- Volta ràpida: Rubens Barrichello 1' 44. 300 (a la volta 20)